# Dietmar von Osnabrück
Dietmar, auch Dietmarus, Detmar oder Thietmar (* in Ostsachsen; † 1023 in Osnabrück) war von 1003 bis 1022  Bischof von Osnabrück.
Der in Ostsachsen geborene Dietmar hatte in Magdeburg am Moritzstift studiert und wurde dort von Erzbischof Giselher zum Priester geweiht. Zunächst trat er in die Dienste des Mainzer Erzbischofs Willigis und wurde später von Kaiser Heinrich II. zum Propst des Krönungsstiftes Aachen bestellt. Von 1003 bis 1023 (gewisse Quellen sagen bis zum 18. Juni 1022) war er Bischof von Osnabrück. Er gründete 1011 außerhalb der Domburg am Rande der südlich angrenzenden Niederung der Wüste das Kollegialstift St. Johann und legte den Grundstein zur Johanniskirche. Hierdurch trug er maßgeblich zur Entstehung der Osnabrücker Neustadt bei.
Dietmar soll zeit seines Lebens ungefähr 50 Bücher verfasst haben, die nach seinem Tode in der Dombibliothek in Osnabrück aufbewahrt wurden. Einige Zeit vor seinem Tode erblindete Dietmar.
Der Name Thietmar (heute: Dietmar) kommt aus dem Althochdeutschen und bedeutet Der im Volk Berühmte.